# Commanderie de Seraincourt
La commanderie de Seraincourt était une commanderie dont l'origine remonte aux Templiers et qui se trouvait dans le département des Ardennes. À la suite du procès de l'ordre du Temple au début du XIVe siècle, elle fut remise aux Hospitaliers et avait son propre commandeur avant de ne devenir qu'une dépendance de la Commanderie de Boncourt.

## Description géographique
À une équidistance d'environ 45 kilomètres entre Reims  et Charleville-Mézières, Séraincourt se trouve à une quinzaine de kilomètres au nord-ouest de Rethel. Avant 1801, la commune s'appelait Seranicourt. Cette commanderie incluait également le domaine de Chaumontaigne, situé à  trois kilomètres au nord-ouest de Seraincourt et ce vraisemblablement depuis l'époque des Templiers. On y trouvait deux fermes et une chapelle dédiée à Saint Jean-Baptiste.

## État
Au XVIIIe siècle, le domaine était constitué d'un château avec une basse-cour et une ferme, comprenant environ 450 arpents de terres  et 149 de bois.

## Histoire
La première mention de ce lieu remonte à 1179 et concerne un traité entre l'abbaye Notre-Dame de Signy et les Templiers de Seraincourt portant sur la contiguïté de leurs terres. On se trouvait alors dans le comté de Rethel.

### L'ordre du Temple
Il y a peu d'informations avant la seconde moitié du XIIIe siècle si ce n'est que cette commanderie semblait dépendre du commandeur de la baillie de Merlan. On trouve mention d'un certain Thierry de Boux qui fut précepteur de cette baillie et qui effectua la réception d'un nouveau frère de l'ordre à Seraincourt en 1295. Les Templiers avaient droit sur l'ensemble de cette seigneurie.
L'accord de 1179 nous indique tout de même le nom des Templiers présents et laisse apparaître qu'initialement Chaumontaigne et Séraincourt avaient chacune leur commandeur. Ce traité nous renseigne également sur l'organisation hiérarchique et territoriale en vigueur à cette époque chez les Templiers. On y trouve dans l'ordre de citation:
- Ascelin, prêtre et procurateur[n 4] de la maison de Reims[n 5]
- Pierre, chevalier et procurateur des maisons de l'évêché de Laon[n 6]
- Guillaume, chapelain[n 7]
- Baldoin, clerc[n 8]
- Le maître de la commanderie de Seraincourt, Jozo[n 9]
- Hugues, Stéphane et Rainald qui étaient « conversi » et qui devaient appartenir à cette commanderie
- Le maître de Chaumontaigne, Herbert[n 2]. La ferme de Chaumontagne au Nord-Ouest de la commune de Seraincourt[n 10]
- le prévôt de Rosoy, Morel[n 11]

#### Commandeurs templiers
| Commandeur       | Période     |
| ---------------- | ----------- |
| Jozo             | 1179        |
| Jean de la Celle | 1301 - 1307 |

#### Acquisitions
Voici, par ordre chronologique, une liste non exhaustive des  événements qui ont marqué l'histoire de cette commanderie et qui ont contribué à son expansion à l'époque des templiers:
- 1219 : Donation par Roger de Rosoy et sa femme Alix de la totalité de leur revenus à Logny-lès-Chaumont afin de reconstruire une chapelle à Chaumontaigne[7].
- 1269 : Robert de Mainbressy leur fait don de tous ses biens à Mambrecies-le-Grant et Mambrecies-le-Petit, ce qui incluait les bois, cens, eaux, maisons, moulins, et terres. En fait la seigneurie dans son intégralité et son droit de justice[8],[9]. Aujourd'hui Mainbresson et Mainbressy font partie de la commune de Rocquigny.
- ? : Un hospice à Montcornet. Possession des hospitaliers  qui pourrait provenir de la dévolution des biens de l'ordre du Temple[10].
- ? : Un moulin banal[11]. Lieu-dit « Le Moulin », devenu une ferme agricole au Nord-Est de Seraincourt en direction de Chaumont-Porcien[n 12].

### L'ordre de Saint-Jean de Jérusalem
Il y a bien eu des commandeurs hospitaliers à Seraincourt mais cette commanderie fut rattachée ensuite à celle de Boncourt au même titre que la commanderie de Thony.
| Commandeur              | Période    |
| ----------------------- | ---------- |
| Guillaume de Chauconier | 1355- 1358 |

- les hospitaliers possédaient des biens à Dolignon depuis le XIIIe siècle[14] (Nord-Ouest de Rozoy-sur-Serre).

## Sources